# Шуба, Карлис
Карлис Шуба (латыш. Kārlis Šuba; 16 марта 1906, Аугсткалнская волость, Курляндская губерния, Российская империя — 5 января 1942, дер. Редькино, Московская область) — латвийский советский общественно-политический деятель.

## Биография
Из крестьян. В 1929 году посетил СССР; в том же году стал членом Коммунистической партии Латвии. Подвергался репрессиям за политическую деятельность, дважды был арестован. В 1929—1931 и 1935—1939 годах отбывал тюремное заключение.
После ввода советских войск в Латвию в 1940 году избран депутатом Народного Сейма Латвии, был членом президиума Сейма.
Находился на партийной работе, был первым секретарём Елгавского городского комитета Коммунистической партии Латвии.
Участник Великой Отечественной войны. Командир сапёрного батальона 201-й латышской стрелковой дивизии Красной Армии. Погиб во время битвы за Москву в январе 1942 года.